# إيبوكإ يوشيدا
إيبوكإ يوشيدا (باليابانية: 吉田 伊吹) (مواليد 1 نوفمبر 1997) هو لاعب كرة قدم ياباني.

## وصلات خارجية
- إيبوكإ يوشيدا على موقع رابطة كرة القدم اليابانية للمحترفين (اليابانية)
- إيبوكإ يوشيدا على موقع قاعدة بيانات كرة القدم.إي يو (الإنجليزية)
- إيبوكإ يوشيدا على موقع Soccerway.com (الإنجليزية)
- إيبوكإ يوشيدا على موقع عالم كرة القدم.نت (الإنجليزية)